# Rubix
Rubix est une entreprise européenne basée à Londres spécialisée dans la distribution business to business de fournitures industrielles : équipement de protection individuelle, maintenance, transmission (mécanique). Elle est l'entreprise numéro 1 en Europe dans ce secteur avec 650 agences commerciales dans 23 pays et un chiffre d'affaires de 2,9 milliards d'euros.

## Historique
Rubix a été créé le 26 juin 2018 à la suite du changement de nom du Groupe IPH-Brammer. Ce dernier avait été créé en septembre 2017 à la suite de la fusion du groupe britannique Brammer et du groupe français IPH, tous deux acquis par le fonds d'investissement américain Advent International en 2017,,.
Le groupe a accéléré sa transformation numérique dès 2015 en développant plusieurs types de solutions E-business dans l'ensemble de ses filiales.
En 2018, Rubix a été classé 27e sur le Top 100 des entreprises britanniques réalisant le plus gros chiffre d'affaires et publié par The Sunday Times (Royaume-Uni).
En France, Rubix opère sous le nom de Rubix France et sa filiale principale est Orexad (CA : 649 millions d'euros en 2017). En mai 2018, le groupe IPH Brammer, devenu Rubix, annonce le rachat du grossiste français en fournitures industrielles Outilacier (CA en 2017 : 30.4 M€),. Depuis 2023, Rubix France est dirigée par Alexandre Labasse.

## Sociétés du groupe
- Brammer
- BT Brammer (Pays-Bas)
- Buck & Hickman (Angleterre)
- Giner (Espagne)
- Julsa (Espagne)
- Kistenpfennig (Allemagne)
- Minetti (Italie)
- Montalpina (Suisse)
- C.Plüss + Co.AG (Suisse)
- Novotech (Roumanie)
- Feldmann (France)
- NT Transmissions (France)
- Orexad (France)
- CF Digital / Legoueix (Outilico www.outilico.com) (France)
- Outilacier (France)
- RCDE France (Master Outillage www.master-outillage.com) (France)
- Robod (Pologne)
- Rubix
- Sogema Service (France)
- Lypsis (France)
- Delta P (France)
- Clé de 13 (France)
- Le Corvaisier (France)
- HPE (France)
- APE (France)
- Syresa (Espagne)
- Zitec (Allemagne)
- Solyro (France)
- Escudier (France)
- FIPA (France)
- Technidis Docks Maritimes (France)
- SAFIR (Réunion)
- Lepercq (France)

## Organisation

### Dirigeants
Au 1er octobre 2023, les membres du comité exécutif sont :
- Franck Voisin, président-directeur-général ;
- Katy Philips, directeur administratif et financier ;
- Lee Pruitt, directeur du marketing et du digital ;
- David Morkeberg, directeur des ressources humaines.